# Bùi Kiến Thành
Bùi Kiến Thành (sinh năm 1931) là một nhà tài chính người Mỹ gốc Việt. Ông được biết đến là người Việt đầu tiên được đào tạo về tài chính tại Hoa Kỳ, là bạn của cố Tổng thống Đệ Nhất Cộng hòa Ngô Đình Diệm. Có nhiều đóng góp cho sự phát triển của Việt Nam hiện nay, ông được vinh danh trong chương trình Vinh danh nước Việt năm 2004.

## Thân thế
Bùi Kiến Thành nguyên quán ở Vĩnh Trinh, Duy Xuyên, Quảng Nam. Ông sinh cũng tại Quảng Nam, là con trai đầu của bác sĩ Bùi Kiến Tín. Ông Tín tốt nghiệp y khoa tại Pháp năm 1942, từng làm bác sĩ ở Hà Nội, sáng lập hãng dầu khuynh diệp Bác Sĩ Tín có trụ sở ở số 67 đường Phùng Hưng, Chợ Lớn; sau 1975 thì hãng bị tịch thu quốc hữu hóa, nay biến thành Công ty Cổ phần Dược phẩm OPC. Ông Tín do làm bác sĩ cho gia đình Thủ tướng Ngô Đình Diệm nên sau đó được cử làm Bộ trưởng Thông tin trong chính phủ Ngô Đình Diệm một thời gian ngắn (1954-1955) rồi từ nhiệm, đến năm 1964 đi định cư Pháp rồi mất ở Hoa Kỳ năm 1994. Bùi Kiến Thành có chú là nhà thơ Bùi Giáng và em trai là kiến trúc sư Bùi Kiến Quốc.

## Thời còn ở Việt Nam
Ông được học bổng học ở một trường dòng ở Hoa Kỳ nhưng sau đó chuyển lên học ngành kinh tế tài chính tại Đại học Columbia, New York và tốt nghiệp năm 22 tuổi. Trong quá trình học, ông kết bạn với Ngô Đình Diệm lúc đó là một chí sĩ đi tìm đường để xây dựng đất nước. 
Tháng 7 năm 1954, ông về làm trợ lý đặc biệt cho Thủ tướng Ngô Đình Diệm theo lời đề nghị giúp đỡ của ông Diệm. Ông làm Trưởng phòng Ngoại hối, Ngân hàng Quốc gia Việt Nam từ 1954 đến 1956, được xem như chính khách trẻ nhất thường xuyên ra vào dinh Gia Long.
Khi mới 24 tuổi, Ông làm đại diện Ngân hàng Quốc gia Việt Nam tại New York, là người trẻ tuổi nhất trong hơn 60 đại diện ngân hàng trung ương các nước tại Hoa Kỳ từ 1956 đến 1958.
Về sau, ông làm Chủ tịch, Tổng giám đốc Công ty Bảo hiểm quốc tế Mỹ American International Underwriters, Vietnam, Inc., là vị chủ tịch công ty trẻ tuổi nhất (27 tuổi) trong hệ thống các công ty thành viên của tập đoàn từ 1959 đến 1965. Chỉ trong vài năm sau đó dưới sự quản lý của ông, công ty này đã vượt lên thành công ty bảo hiểm đứng đầu trong số hơn 30 công ty trong nước và nước ngoài hoạt động tại Sài Gòn lúc đó.
Khi Ngô Đình Diệm bị lật đổ, ông ngồi tù 15 tháng thì được ân xá. Năm 1965, ông náu dưới hầm một tàu viễn dương để sang Pháp.

## Đi nước ngoài
Từ 1965 đến 1983, ông nhà kinh doanh địa ốc thành công ở Pháp. 
Từ 1983 đến 1984 ông là Giám sát khu vực Chicago của Tập đoàn Tài chính Quốc tế Mỹ (American International Group, AIG).
Ông trở thành nhà tư vấn độc lập về các vấn đề Việt Nam từ 1984 đến 1992 sau đó là cố vấn cao cấp thường trú tại Việt Nam (resident senior advisor) của AIG (1993 – 1996) và sau đó là cố vấn cao cấp của Công ty TNHH Bảo hiểm Quốc tế Mỹ AIA Vietnam, công ty thành viên của AIG.

## Hoạt động trở lại ở Việt Nam
Vào thập niên 1980, nhận lời mời của một số lãnh đạo cao cấp của Việt Nam, ông có đưa ra nhiều đóng góp và được công nhận như trong sự nghiệp xây dựng chính sách đổi mới, chuyển đổi từ nhà nước chuyên chính vô sản sang nhà nước pháp quyền có nền "kinh tế thị trường định hướng xã hội chủ nghĩa" (1980 – 2003), một số vấn đề kinh tế tài chính phát sinh khi Nga cắt giảm viện trợ (1991 – 1992), chính sách xây dựng các tập đoàn kinh doanh lớn cần thiết cho phát triển đầu tư và hội nhập quốc tế (1992 – 1993), hoặc xây dựng chính sách đối với người Việt ở nước ngoài (1991 – 2003).
Khi có một công ty Hoa Kỳ hợp tác với Trung Quốc khai thác dầu khí trên thềm lục địa miền Nam Việt Nam, Thủ tướng khi này là Võ Văn Kiệt có tham khảo ý kiến và bàn bạc với ông. Ông tư vấn về luật pháp biển, các vấn đề biên giới biển từ 1991 đến 1995. Ông hỗ trợ Ban biên giới Chính phủ Việt Nam nghiên cứu cơ sở luật pháp quốc tế bảo vệ quyền chủ quyền, quyền tài phán của Việt Nam trên thềm lục địa và khu vực dầu khí ở biển Đông.
Từ 1991 đến 1995, ông hỗ trợ Bộ Ngoại giao Việt Nam và các bộ ngành liên quan cải thiện các mối quan hệ với Hoa Kỳ, vấn đề tù binh, quân nhân mất tích trong chiến tranh Việt Nam, giải quyết vấn đề tài sản tịch thu của công dân Hoa Kỳ sau chiến tranh, thu hồi tài sản Việt Nam bị nhà nước Mỹ tịch thu sau chiến tranh rồi tư vấn cho chính phủ về an ninh trên biển Đông và diễn đàn an ninh khu vực.
Sau đó ông còn tiếp tục nhiều hoạt động như tham gia tổ chức các sự kiện:
- Hội thảo về đề tài "Phát hành Trái phiếu Nhà nước trên Thị trường Tài chính Quốc tế", Hà Nội (1995)
- Hội Thảo về "Các giải pháp tài trợ phát triển ngành Điện", Hà Nội (1995)
- "Chương trình Nghiên cứu phát triển ngành Điện Việt Nam" (1996)
- Hội thảo phát triển "Khu công nghiệp và trung chuyển Hàng không Quốc tế Chu Lai", Hà Nội (1997)
- "Diễn đàn Hợp tác Phát triển Công nghiệp Việt-Mỹ", Washington D.C. (1997)

Ông tư vấn:
- Cho Bộ Công nghiệp về xây dựng và vận hành nhà máy điện Phú Mỹ 2-2, Bà Rịa Vũng Tàu, 1996 – 2001.
- Cho Bộ Công nghiệp thực hiện nghiên cứu khả thi phát triển các Trung tâm Địa nhiệt và xây dựng các nhà máy điện địa nhiệt tại các tỉnh miền Trung, 2000 – 2003.
- Cho Bộ Bưu chính Viễn thông về xây dựng Cổng Thông tin Quốc gia Việt Nam (Vietnam Country Gateway), 2001 – 2003.

Ông sáng lập và là thành viên Ban quản trị Tập đoàn AMERICAN BHT (Houston, tiểu bang Texas, Hoa Kỳ) phát triển xuất khẩu hàng thủy sản Việt Nam qua thị trường Mỹ, 2003.

## Trích dẫn
Trong một bài phỏng vấn của BBC tiếng Việt về vấn đề Vinashin, đăng ngày 7 tháng 7 năm 2010, ông có nói:
| “ | Vấn đề ở Việt Nam trong tất cả mọi ngành không chỉ trong vấn đề kinh doanh mà còn trong những vấn đề khác, nhân sự quản lý nhà nước là cực kỳ quan trọng. Vì vậy cho nên Đại hội Đảng vừa rồi có ra một khuyến nghị rất quyết liệt rằng phải mở vấn đề quản lý nhà nước ra mọi thành phần trong quốc dân, trong Đảng cũng như ngoài Đảng, trong nước cũng như ngoài nước để tham gia vào vấn đề xây dựng đất nước. Nhưng rất tiếc rằng nghị quyết đó quyết liệt như vậy sau hai năm vẫn chưa đi vào thực sự thực hiện. Vì vậy có lẽ nên trong những ngày tới, Đại hội tới, những vị lãnh đạo của Đảng và nhà nước Việt Nam cần quyết liệt hơn nữa để tạo nên một thành phần quản lý nhà nước có hiệu quả hơn chứ không phải chỉ đóng khung vào trong lực lượng các đảng viên chưa đủ tầm, chưa đủ tâm để quản lý nhà nước. | ” |

Trong một bài phỏng vấn do RFA tiếng Việt thực hiện năm 2015, ông có nhận xét:
| “ | Cái tội của những anh đảo chính Ngô Đình Diệm là tội ngu dốt không biết tình hình kinh tế, tình hình chính trị, tình hình chiến lược trên thế giới nó như thế nào, họ làm cái việc tự mình sát hại mình, đi đến chỗ 10 năm sau phải chắp tay đầu hàng cộng sản. [...] Ngô Đình Diệm bị lật đổ, Việt Nam đi vào cuộc chiến tranh tàn khốc do sự thiếu hiểu biết của một số người nông cạn của phía Mỹ cũng như Việt Nam. | ” |